# 里泽-阿尔特温机场
里泽-阿尔特温机场（土耳其語：Rize–Artvin Havalimanı）是位于土耳其里泽省沿海的一个机场。

## 概述
土耳其航空于2022年5月14日开通飞往该机场的航线，不久之后AnadoluJet亦开通飞往该机场的航线。2022年7月3日，飞马航空开航此地。
该机场位于里泽省帕扎尔叶希尔科伊村的海岸附近。机场距里澤34 km（21 mi），距阿爾特溫75 km（47 mi）。被填海域的最深处达30米（98英尺），填海工程至少使用了8500万吨岩石。机场大楼占地4,500 m2（48,000 sq ft），跑道平行于海岸，长3,000米（9,800英尺）、宽45米（148英尺）。工程于2017年开始。这是该国继奥尔杜-吉雷松机场之后的第二座填海机场。机场吞吐量预计为每年200万人。建设预算为750亿里拉。

## 航空公司和航点
| 航空公司   | 目的地                           |
| ---------- | -------------------------------- |
| AnadoluJet | 埃森博阿、伊斯坦堡/萨比哈·格克琴 |
| 飛馬航空   | 伊斯坦堡/萨比哈·格克琴           |
| 土耳其航空 | 伊斯坦布尔                       |